# Стойко, Юрий Михайлович
Ю́рий Миха́йлович Стойко (род. 9 октября 1947, станция Кулунда, Алтайский край, РСФСР, СССР) — советский и российский хирург, доктор медицинских наук (1989), профессор (1991), главный хирург Центрального федерального округа Российской Федерации (с 2002), главный хирург Национального медико-хирургического центра имени Н. И. Пирогова Минздрава России (с 2002), начальник кафедры хирургии усовершенствования врачей Военно-медицинской академии имени С. М. Кирова (1998—2002), руководитель клиники и кафедры хирургии с курсом травматологии и ортопедии Института усовершенствования врачей Национального медико-хирургического центра имени Н. И. Пирогова, заслуженный врач Российской Федерации (2000), лауреат премии Правительства Российской Федерации в области науки и техники (2004).

## Биография
Юрий Михайлович Стойко родился 9 октября 1947 года на станции Кулунда в Алтайском крае. В 1972 году окончил Военно-медицинскую академию имени С. М. Кирова в Ленинграде. На протяжении последующих 6 лет проходил службу на Тихоокеанском флоте, занимая различные хирургические должности. В 1979 году им была успешно защищена кандидатская диссертация на тему «Холецистостомия при остром холецистите в пожилом и старческом возрасте». В 1980 году Стойко с отличием окончил факультет руководящего медицинского состава по циклу «Хирургия», после чего был назначен на должность начальника хирургического отделения Кронштадтского военного госпиталя. С 1983 года начал работать в Военно-медицинской академии имени С. М. Кирова. Первоначально с 1983 по 1989 год Стойко занимал должности старшего ординатора, преподавателя клиники и кафедры госпитальной хирургии. В 1989 году он защитил докторскую диссертацию на тему «Послеоперационные рецидивы варикозной болезни». С 1989 по 1991 год Стойко был старшим преподавателем кафедры Военно-морской и общей хирургии, а с 1991 по 1998 год — профессором кафедры сердечно-сосудистой хирургии имени П. А. Куприянова. С 1998 по 2002 год Ю. М. Стойко находился на должности начальника кафедры хирургии усовершенствования врачей Военно-медицинской академии имени С. М. Кирова.
В 2002 году Ю. М. Стойко стал главным хирургом Национального медико-хирургического центра имени Н. И. Пирогова Минздрава России и с этого же времени — главным хирургом Центрального федерального округа Российской Федерации. Одновременно с этим с 2003 года Стойко заведует кафедрой хирургии с курсом травматологии и ортопедии Института усовершенствования врачей Национального медико-хирургического центра имени Н. И. Пирогова.

## Вклад в медицинскую науку
Ю. М. Стойко является автором и соавтором более 400 печатных научных работ, в числе которых 10 монографий и 2 учебника.
При непосредственном участии Ю. М. Стойко коллективом под его руководством получены научные данные, которые внесли существенный вклад в изучение физиологии и патологии венозной системы, в том числе клеточных и генетических аспектов. Были разработаны теоретические и практические основы реконструктивных операций при патологии венозной системы, разработана и научно обоснована оптимальная лечебная тактика у больных, имеющих хроническую венозную недостаточность, разработана и внедрена в практическую медицину система реабилитационных мероприятий при венозной патологии, создан эффективный алгоритм диагностики и предупреждения тромботических осложнений, внедряются современные диагностические и лечебные методы в абдоминальной хирургии, эндоскопии и флебологии.

### Основные научные труды
- Послеоперационные рецидивы варикозной болезни (диссертация на соискание учёной степени доктора медицинских наук, Л., 1989)
- Веденский А. Н., Лыткин М. И., Стойко Ю. М., Сабельников В. В. Ошибки, опасности и осложнения в хирургии вен: руководство для врачей / Под редакцией Ю. Л. Шевченко. — СПб.: Питер Ком, 1999. — 320 с. — (Практическая медицина). — ISBN 5-314-00036-9.
- Стойко Ю. М., Курыгин А. А., Вербицкий В. Г. Тактика лечения гастродуоденальных кровотечений язвенной этиологии: Учебное пособие. — СПб.: ВМедА, 2000. — 30 с.
- Стойко Ю. М., Вербицкий В. Г., Карачун А. М. Рак желудка: Учебное пособие. — СПб.: ВМедА, 2002. — 26 с.
- Стойко Ю. М., Лыткин М. И., Шайдаков Е. В. Венозная гипертензия в системе полых вен: Монография. — СПб.: Невский проспект, 2002. — 276 с. — ISBN 5-93843-009-7.
- Стойко Ю. М., Роман Л. Д., Коновалов С. В. Методы колостомии : (Показания, техника выполнения, послеоперационные осложнения и их хирургическая коррекция) : Учебное пособие для слушателей факультета руководящего медицинского состава ВМедА и клинических ординаторов. — СПб.: ВМедА, 2003. — 47 с.
- Стойко Ю. М., Серова Л. С., Диже А. А. Предоперационная подготовка и послеоперационный период у хирургических больных : Учебно-методическое пособие. — СПб.: ВМедА, 2003.
- Шевченко Ю. Л., Лыткин М. И. Основы клинической флебологии / Под редакцией Ю. Л. Шевченко, Ю. М. Стойко, М. И. Лыткина. — М.: Медицина, 2005. — 312 с. — 1500 экз. — ISBN 978-5-225-04047-5.
- Соколов А. Л., Лядов К. В., Стойко Ю. М. Эндовенозная лазерная коагуляция в лечении варикозной болезни. — М.: Медпрактика-М, 2007. — 220 с. — 1000 экз. — ISBN 978-5-98803-082-9.
- Стойко Ю. М., Махинас Г. М., Ханевич М. Д., Коновалов С. В. Профилактика и лечение осложнений колостом. — СПб.: Аграф+, 2007. — 165 с. — 1000 экз. — ISBN 978-5-9529-0031-8.
- Стойко Ю. М., Батрашов В. А., Мазайшвили К. В., Сергеев О. Г. Эндовазальная лазерная облитерация подкожных вен: шаг за шагом. Учебно-методическое пособие / Под редакцией Ю. Л. Шевченко. — М.: Национальный медико-хирургический центр имени Н. И. Пирогова, 2010. — 32 с.
- Шевченко Ю. Л., Стойко Ю. М., Мазайшвили К. В. Лазерная хирургия варикозной болезни. — М.: ООО «Компания БОРГЕС», 2010. — 194 с. — 1500 экз. — ISBN 978-5-9902607-1-9.
- Очерки терапевтической флебологии / Под редакцией П. Г. Швальба, Ю. М. Стойко. — Рязань: Узорочье, 2011. — 228 с.
- Стойко Ю. М., Трихина С. И., Мазайшвили К. В. Александр Николаевич Веденский — «добрый гений» русской флебологии. — М.: Лика, 2013. — 149 с. — ISBN 978-5-980-20-126-5.
- Шевченко Ю. Л., Стойко Ю. М., Лыткин М. И. Основы клинической флебологии / Под редакцией Ю. Л. Шевченко, Ю. М. Стойко. — М.: Медицина, 2013. — 312 с. — 3000 экз. — ISBN 978-5-900758-56-5.[5][6]

## Хирургическая и научная школа
Под научным руководством Ю. М. Стойко было защищено 12 кандидатских и 4 докторские диссертации по различным вопросам хирургии.

## Общественная деятельность
Ю. М. Стойко является главным хирургом Центрального федерального округа Российской Федерации, заместителем главного редактора научно-медицинского журнала «Флебология», входит в редакционную коллегию международного российско-французского журнала «Флеболимфология», журнала «Вестник Национального медико-хирургического центра им. Н. И. Пирогова». Стойко является членом Правления Всероссийского общества ангиологов и сосудистых хирургов, членом Ассоциации флебологов России.

## Награды
- Заслуженный врач Российской Федерации (2000)
- Премия Правительства Российской Федерации в области науки и техники (2004): «за разработку и внедрение в клиническую практику новых технологий диагностики и лечения заболеваний венозной системы с целью оздоровления населения России»[4]
- Заслуженный деятель науки Российской Федерации[7]
- Международный орден Н. И. Пирогова (2010)[1][3]